# Castilleja lemmonii
Castilleja lemmonii är en snyltrotsväxtart som beskrevs av Asa Gray. Castilleja lemmonii ingår i släktet målarborstar, och familjen snyltrotsväxter. Inga underarter finns listade i Catalogue of Life.

## Bildgalleri

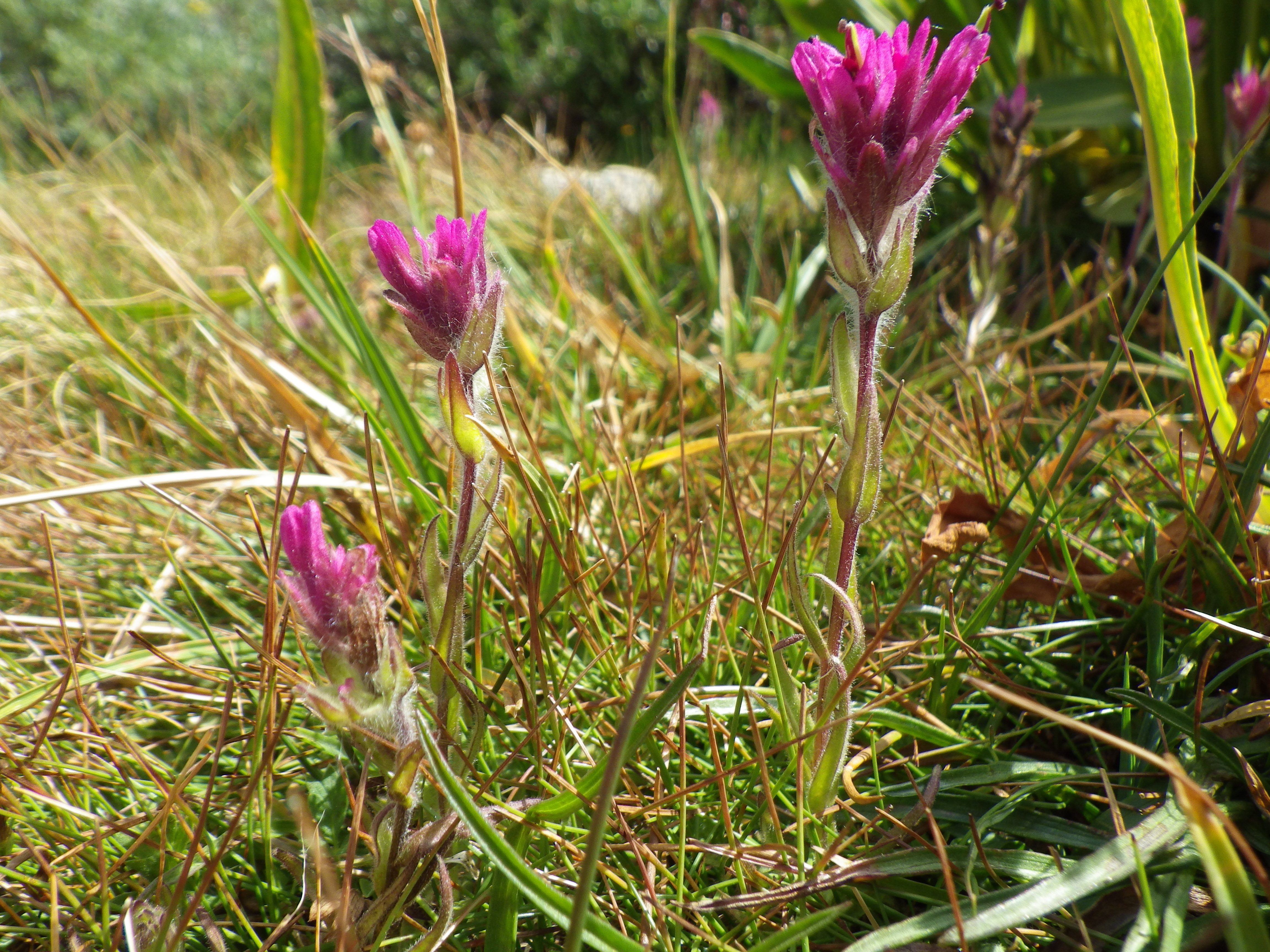
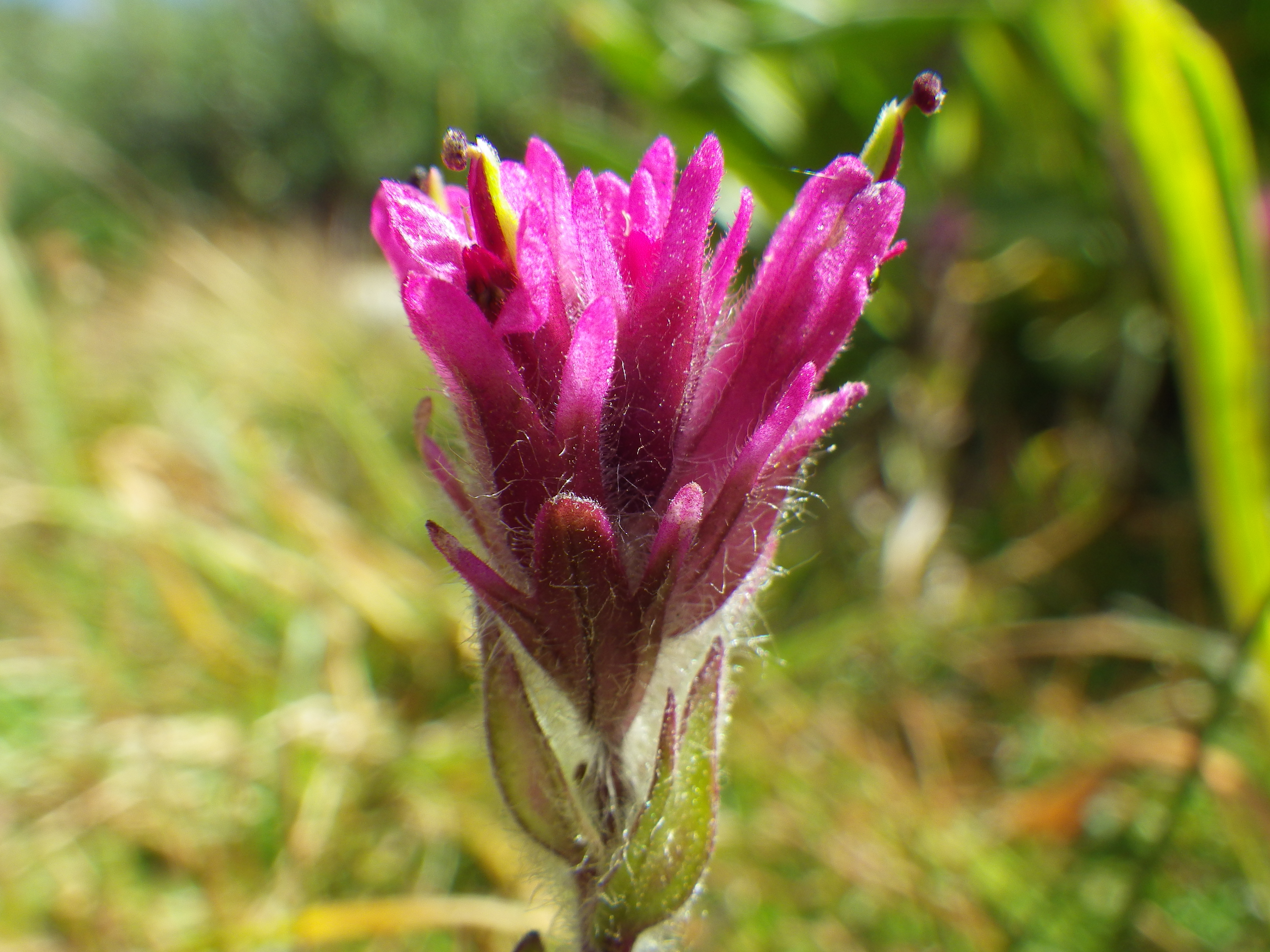
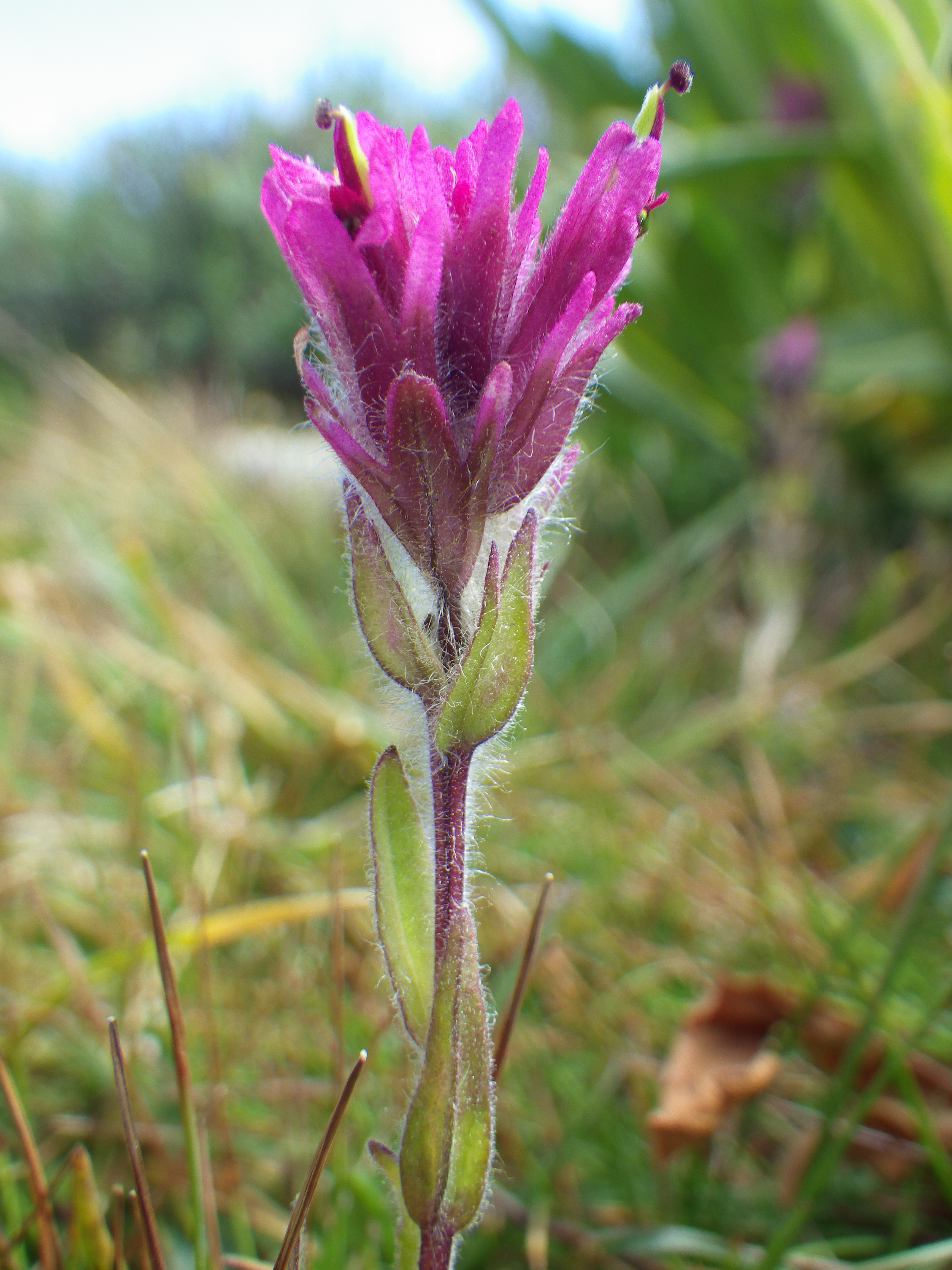
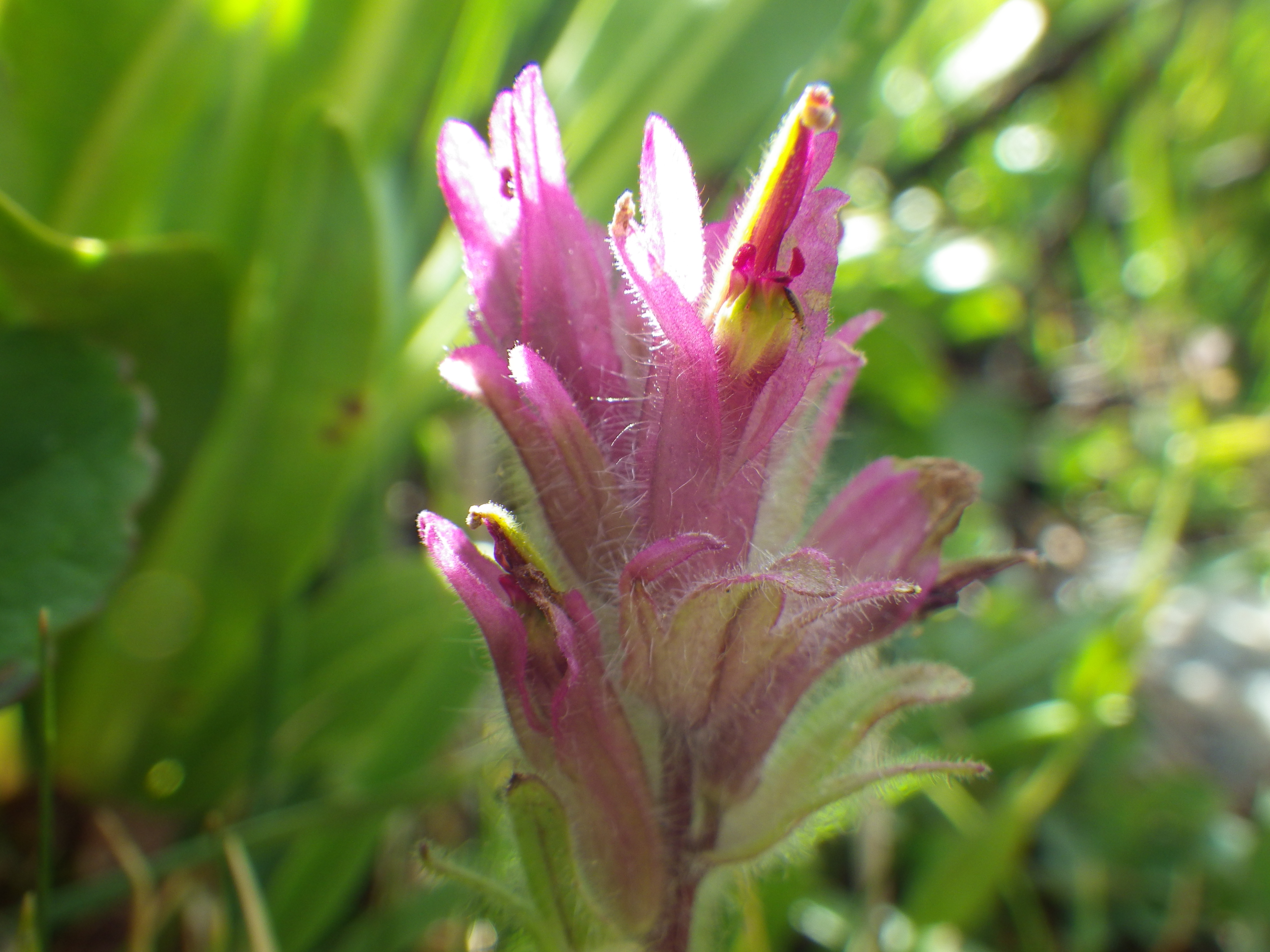
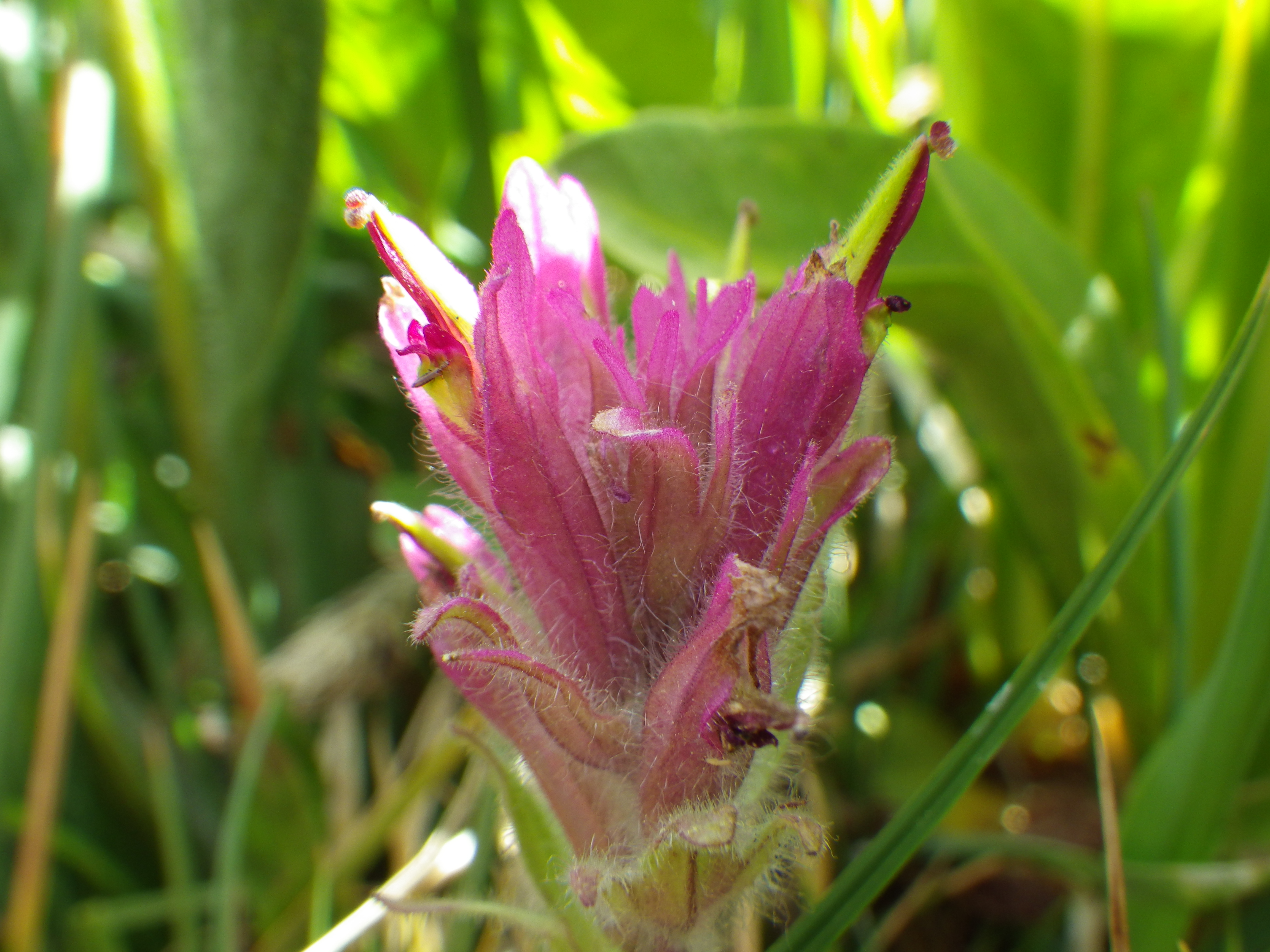
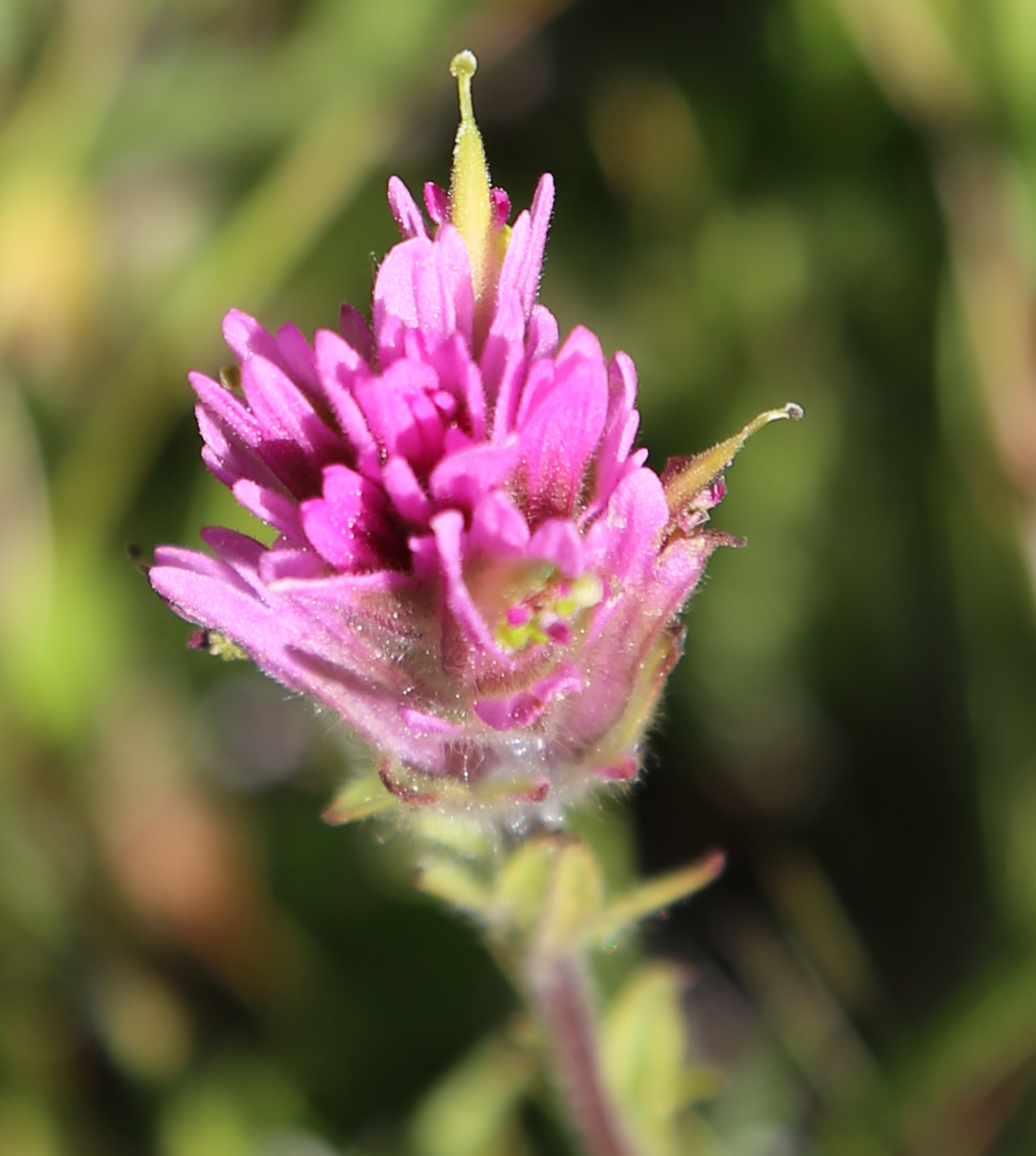